# CREST-Syndrom
Das CREST-Syndrom ist eine Sonderform der limitierten kutanen Systemischen Sklerose und gehört damit zur Gruppe der Autoimmunerkrankungen. Das Akronym steht für die Hauptmerkmale Calcinose, Raynaud-Syndrom, gestörte Peristaltik im Ösophagus (Esophagus), Sklerodaktylie und Teleangiektasie.

## Geschichte
Die Erstbeschreibung stammt aus dem Jahre 1964 durch R. H. Winterbauer. Damals wurde die Krankheit noch als CRST-Syndrom beschrieben. Frayha und Mitarbeiter schlugen 1973 die Erweiterung als „CREST“-Syndrom vor, um die häufig auftretenden Bewegungsstörungen des Ösophagus (engl.: esophagus) mit einzuschließen.

## Verbreitung
Die Häufigkeit wird mit etwa 1 auf 12.500 angegeben, das weibliche Geschlecht (vorwiegend Frauen in der zweiten Lebenshälfte) ist etwa 4× häufiger betroffen.

## Ursache
Die Ursache ist nicht bekannt, sie beginnt in einer Immunantwort mit Überproduktion von Kollagen.

## Klassische Symptome

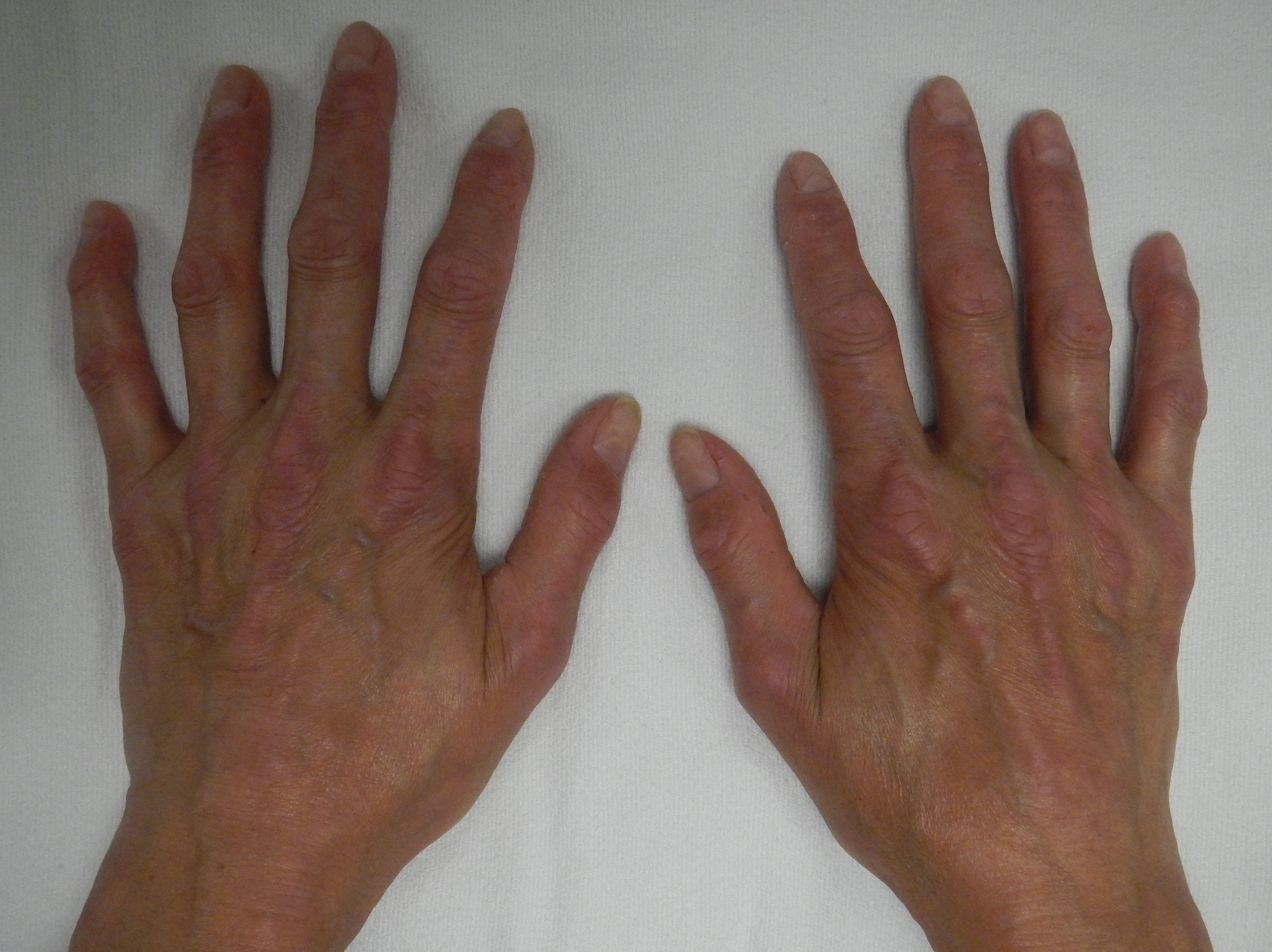
Hände eines am CREST-Syndrom erkrankten Patienten mit Zeichen der Calcinosis cutis (Knoten, Fehlstellung) und Sklerodaktylie.

Die typischen Symptome des CREST-Syndroms sind:
- Calcinosis cutis – knotige Kalzifizierung der Haut
- Raynaud-Syndrom – Abblassen der Finger bei Stress oder Kälte
- Esophageale Motilitätsstörungen – Schluckstörungen
- Sklerodaktylie – straff gespannt und verhärtete Haut der Finger
- Teleangiektasien – sichtbare Erweiterung von Blutgefäßen der Haut

Darüber hinaus können auch weitere Symptome auftreten. Besonders der Bluthochdruck des Lungenkreislaufs (pulmonal-arterielle Hypertonie) und die Lungenfibrose treten häufig bei Betroffenen auf. Gelenkschmerzen und Muskelschwäche sind ebenfalls häufig.

## Diagnose
Die Diagnose ergibt sich aus den klinischen Befunden und dem Verlauf. Die Kapillaroskopie lässt typische Mikroangiopathien mit Megakapillaren erkennen.
In 70 % der Erkrankten können im Blutserum  typische Anti-Zentromer-Autoantikörper (ACA) nachgewiesen werden.

## Differentialdiagnose
Abzugrenzen sind:
- Sharp-Syndrom
- systemischer Lupus erythematodes
- Antiphospholipid-Syndrom
- Polyarteriitis nodosa

## Therapie
Eine ursächliche Behandlung ist nicht bekannt. Verschiedene Symptome können entsprechend therapiert werden.

## Verlauf
Die Erkrankung schreitet nur langsam voran, eine pulmonale Hypertonie (30–40 %) als Komplikation oder eine Lungenfibrose (10 %) können sich entwickeln. Ebenso eine Einschränkung der Mundöffnung um ein Drittel sowie Nierenfunktionsstörungen mit sekundärer Hypertonie bei 45 % der Patienten in den ersten drei Jahren nach Krankheitsbeginn.
Das ähnliche Thibièrge-Weissenbach-Syndrom hat einen ungünstigeren Verlauf.